# Đorđe Despotović
Đorđe Despotović, né le 4 mars 1992 à Loznica (aujourd’hui en Serbie) en Yougoslavie, est un footballeur serbe, qui joue au poste d'avant-centre au Borac Banja Luka.

## Biographie

### Carrière en club
Djordje Despotović est formé à l'Étoile rouge de Belgrade. Après un prêt dans le club du FK Sopot, il commence sa carrière professionnelle au Spartak Zlatibor Voda. Il inscrit au total 13 buts en championnat avec ce club.
En juillet 2013, il quitte son pays natal et s'engage avec le club belge du KSC Lokeren. L'équipe évolue en première division.
Arrivé en fin de contrat à l'issue de la saison 2019-2020, le FK Orenbourg décide de ne pas prolonger son contrat. Il rejoint par la suite le Rubin Kazan durant le mois de juillet 2020.

### Carrière internationale
Despotović participe au championnat d'Europe des moins de 19 ans 2011 avec l'équipe de Serbie. Son équipe atteint le stade des demi-finales, où il inscrit un doublé contre la Tchéquie, ce qui n'est toutefois pas suffisant pour qualifier la Serbie en finale.

## Statistiques
| Saison                | Club                         | Championnat           | Championnat | Championnat | Coupe(s) nationale(s) | Coupe(s) nationale(s) | Compétition(s) continentale(s) | Compétition(s) continentale(s) | Compétition(s) continentale(s) | Total | Total |
| Saison                | Club                         | Division              | M.          | B.          | M.                    | B.                    | Comp.                          | M.                             | B.                             | M.    | B.    |
| 2011-2012             | Spartak Subotica             | D1                    | 27          | 1           | 1                     | 2                     | -                              | -                              | -                              | 28    | 3     |
| 2012-2013             | Spartak Subotica             | D1                    | 27          | 12          | 2                     | 1                     | -                              | -                              | -                              | 29    | 13    |
| 2013-2014             | KSC Lokeren                  | D1                    | 4           | 0           | 1                     | 1                     | -                              | -                              | -                              | 5     | 1     |
| 2014-2015             | Étoile rouge de Belgrade     | D1                    | 10          | 1           | 2                     | 1                     | -                              | -                              | -                              | 12    | 2     |
| 2015                  | Jetyssou Taldykourgan (prêt) | D1                    | 18          | 5           | 2                     | 0                     | -                              | -                              | -                              | 20    | 5     |
| 2015                  | Kaïrat Almaty (prêt)         | D1                    | 9           | 8           | 1                     | 0                     | C3                             | 6                              | 1                              | 16    | 9     |
| 2016                  | FK Astana                    | D1                    | 31          | 8           | 5                     | 3                     | C1+C3                          | 4+7                            | 0+2                            | 47    | 13    |
| 2017                  | FK Astana                    | D1                    | 7           | 1           | -                     | -                     | C1+C3                          | 2+4                            | 0                              | 13    | 1     |
| 2018                  | FK Astana                    | D1                    | 15          | 5           | 1                     | 0                     | C1                             | 2                              | 1                              | 18    | 6     |
| 2017                  | Tobol Kostanaï (prêt)        | D1                    | 16          | 3           | 1                     | 0                     | -                              | -                              | -                              | 17    | 3     |
| 2018-2019             | FK Orenbourg                 | D1                    | 23          | 4           | 2                     | 1                     | -                              | -                              | -                              | 25    | 5     |
| 2019-2020             | FK Orenbourg                 | D1                    | 20          | 8           | 2                     | 1                     | -                              | -                              | -                              | 22    | 9     |
| 2020-2021             | Rubin Kazan                  | D1                    | 26          | 14          | -                     | -                     | -                              | -                              | -                              | 26    | 14    |
| 2021-2022             | Rubin Kazan                  | D1                    | 9           | 1           | -                     | -                     | C4                             | 1                              | 0                              | 10    | 1     |
| 2021-2022             | Arsenal Toula                | D1                    | 10          | 1           | 1                     | 0                     | -                              | -                              | -                              | 11    | 1     |
| 2022-2023             | Arsenal Toula                | D2                    | 5           | 0           | 1                     | 0                     | -                              | -                              | -                              | 6     | 0     |
| Total sur la carrière | Total sur la carrière        | Total sur la carrière | 257         | 72          | 22                    | 10                    | -                              | 26                             | 4                              | 305   | 86    |

## Palmarès
Kaïrat Almaty
- Vainqueur de la Coupe du Kazakhstan en 2015.

 FK Astana
- Champion du Kazakhstan en 2016, 2017 et 2018.
- Vainqueur de la Coupe du Kazakhstan en 2016.
- Vainqueur de la Supercoupe du Kazakhstan en 2018.